# Dana Stubblefield
 (Cleves, 14 novembre 1970) è un ex giocatore di football americano statunitense che ha giocato nel ruolo di defensive tackle nella National Football League (NFL). Fu scelto nel corso del primo giro (26º assoluto) del Draft NFL 1993 dai San Francisco 49ers. Al college ha giocato a football all’Università del Kansas.

## Carriera professionistica
Stubblefield fu scelto nel corso del primo giro (26 assoluto) del draft 1993 dai San Francisco 49ers. Nella sua stagione da rookie, Stubblefield guidò i 49ers con 10,5 sack, venendo premiato come Rookie difensivo dell'anno. Altri 8,5 li fece registrare l'anno successivo in cui i Niners vinsero il Super Bowl XXIX contro i San Diego Chargers. Quell'anno fu convocato per il suo primo Pro Bowl e così anche il successivo. Dopo una stagione negativa nel 1996, Stubblefield si rifece nel 1997 mettendo a segno 15 sack e venendo premiato come difensore dell'anno dall'Associated Press.
Dopo la stagione 1997 firmò in qualità di free agent coi Washington Redskins dove le sue cifre diminuirono notevolmente malgrado giocasse accanto a Dan Wilkinson, che spesso veniva raddoppiato nelle marcature delle squadre avversarie. Fece ritorno a San Francisco nel 2001 e nel 2002, passando come free agent agli Oakland Raiders nel 2003. Nel 2004 firmò coi New England Patriots ma si infortunò e fu svincolato prima dell'inizio della stagione.

## Lo scandalo BALCO
Il nome di Stubblefield e di diversi altri giocatori degli Oakland Raiders furono trovati nella lista dei clienti della Bay Area Laboratory Co-operative (BALCO) che aveva fornito di sostanze dopanti Marion Jones e altri. Malgrado inizialmente avesse mentito alle autorità federali sull'utilizzo di EPO e THG, dopo che fu accusato il 18 gennaio 2008, Stubblefield cooperò sia con le autorità federali che con gli investigatori della NFL e fornì i nomi di giocatori, agenti e allenatori sospettati di uso di droghe.
A causa della sua collaborazione nelle indagini ricevette una condanna mite dopo essere stato giudicato colpevole di menzogne alle autorità federali il 6 febbraio 2009, venendo sottoposto a due anni di libertà vigilata.

## Palmarès

### Franchigia
- Super Bowl : 1

San Francisco 49ers: XXIX

### Individuale
- (3) Pro Bowl (1994, 1995, 1997)
- First-team All-Pro (1997)
- Second-team All-Pro (1995)
- Miglior difensore dell'anno della NFL (1997)
- Rookie difensivo dell'anno (1993)
- PFWA All-Rookie Team - 1993

## Statistiche
| Tackle totali | 434  |
| Sack          | 53,5 |
| Intercetti    | 2    |